# Musilac
Pour la commune bretonne homophone, voir Muzillac.
Le festival Musilac est un festival de musique organisé en Savoie à Aix-les-Bains sur l'Esplanade du lac d'Aix-les-Bains et dont la première édition a eu lieu en 2002.
Ce festival se présente comme le plus grand événement pop-rock de la région Auvergne-Rhône-Alpes.
Des artistes de la scène musicale française et internationale sont invité.es à s’y produire sur trois scènes : Lac, Montagne et la scène Korner. Par ailleurs, le festival a aussi pour ambition de servir de tremplin à des groupes de la région.
Le festival est produit depuis 2002 par la SARL Musilac[réf. à confirmer], dont la marque « Festival MUSILAC » a été déposée par son gérant, Rémi Perrier, le 19 septembre 2016.
En avril 2018, le groupe Mont Blanc Médias créé par le Yves Bontaz finance une seconde édition « Musilac-Mont-Blanc » avec le soutien de la communauté de communes de la vallée de Chamonix-Mont-Blanc. À cette occasion, Rémi Perrier (Gérant de la SARL Musilac) et Jules Frutos (Associé) créent la SARL Musilac Mont blanc. Il regroupe environ 7000 personnes fin avril.

## Histoire
Le festival a d'abord été imaginé, en 2000, sous le nom de « Musikolac », par le comité des fêtes de la ville et la MJC, tous deux accompagnés par la mairie d'Aix-les-Bains. Le petit festival, lancé par Thierry Martinet et Daniel Ginet, se déroulait sur un parking non loin du site actuel. Le concept ayant plu au public, il fut repensé en 2002 par deux amis passionnés de musique et d'organisation de spectacles[réf. nécessaire] entre l'Isère (SARL "Rémi Perrier Organisation") et la Haute Savoie (SARL "Tremplin Production" supprimé du RCS le 23-03-2016)
Soutenus par Dominique Dord, ancien député, alors maire d'Aix-les-Bains, Rémi Perrier et Roland Zennaro ont dès lors imaginé développer un « événement estival de dimension internationale » sur les bords du lac du Bourget, un des lieux symboliques du département. Par la suite, divers associés ont soutenu le développement du festival comme la société de production musicale Parisienne Alias, Olivier Poubelle, fondateur d'Astérios Spectacles, ou bien Stéphane Métayer, producteur de spectacles.
En 2015, quatre jours sont proposés dont le Bonus Day avec le groupe Muse. Au total, 110 000 festivaliers sont recensés sur toute la période avec les partenaires et autres invités dont 30 000 participants pour le seul Bonus Day (Concert de MUSE).[réf. nécessaire]
En 2016 le festival a vu sa sécurité renforcée dans le cadre de l'état d'urgence.
Depuis 2018, le festival crée une édition "Musilac Mont-Blanc" qui se déroule à la fin du mois d'avril à Chamonix-Mont-Blanc.

### Menaces de disparition
En 2022, après une édition sur cinq jours afin de fêter ses 20 années d'existence, le festival accuse un gros déficit (d'environ 1,2 million d'euros) et est menacé de disparition.

## Présentation

### Festival
Installé sur l'esplanade du lac du Bourget, près de l'embouchure du Sierroz, cet événement accueille chaque année durant la période estivale bon nombre d'artistes de la scène musicale française et internationale. Le site est implanté entre lac et montagnes, ce qui lui donne un cadre particulier.
Le festival a reçu des artistes mondialement connus comme Stromae, David Guetta (en 2015), Lenny Kravitz, Thirty Seconds to Mars, ZZ Top, Phoenix, Blink-182, Franz Ferdinand, Muse, Skip the Use, The Stooges, The Hives & Shaka Ponk entre autres.
Les festivaliers ont vu ce festival grandir au cours des 10 dernières années, en voyant leur festival passer de 6 000 personnes par soirée, à 82 000 sur trois soirs comme durant l'année 2011, ou bien 110 000 en 2015 avec quatre soirs.

### Le Before
« Le Before », comme son nom l'indique, est le rendez-vous d'ouverture du festival, souvent proposé la veille du début de la programmation officielle. Celui-ci se déroule en centre-ville et marque le début des festivités musicales liées à Musilac. Ainsi, des animations sont proposées gratuitement sur Aix-les-Bains, principalement au parc floral des Thermes.

### «Prenez le large!»
En complément des animations sur le site de Musilac, des balades en bateaux payantes sont proposées par le festival et la Compagnie des bateaux du lac du Bourget. Ainsi, une découverte du festival depuis le lac et en musique est organisée sur un bateau.

## Caractéristiques

### Scènes

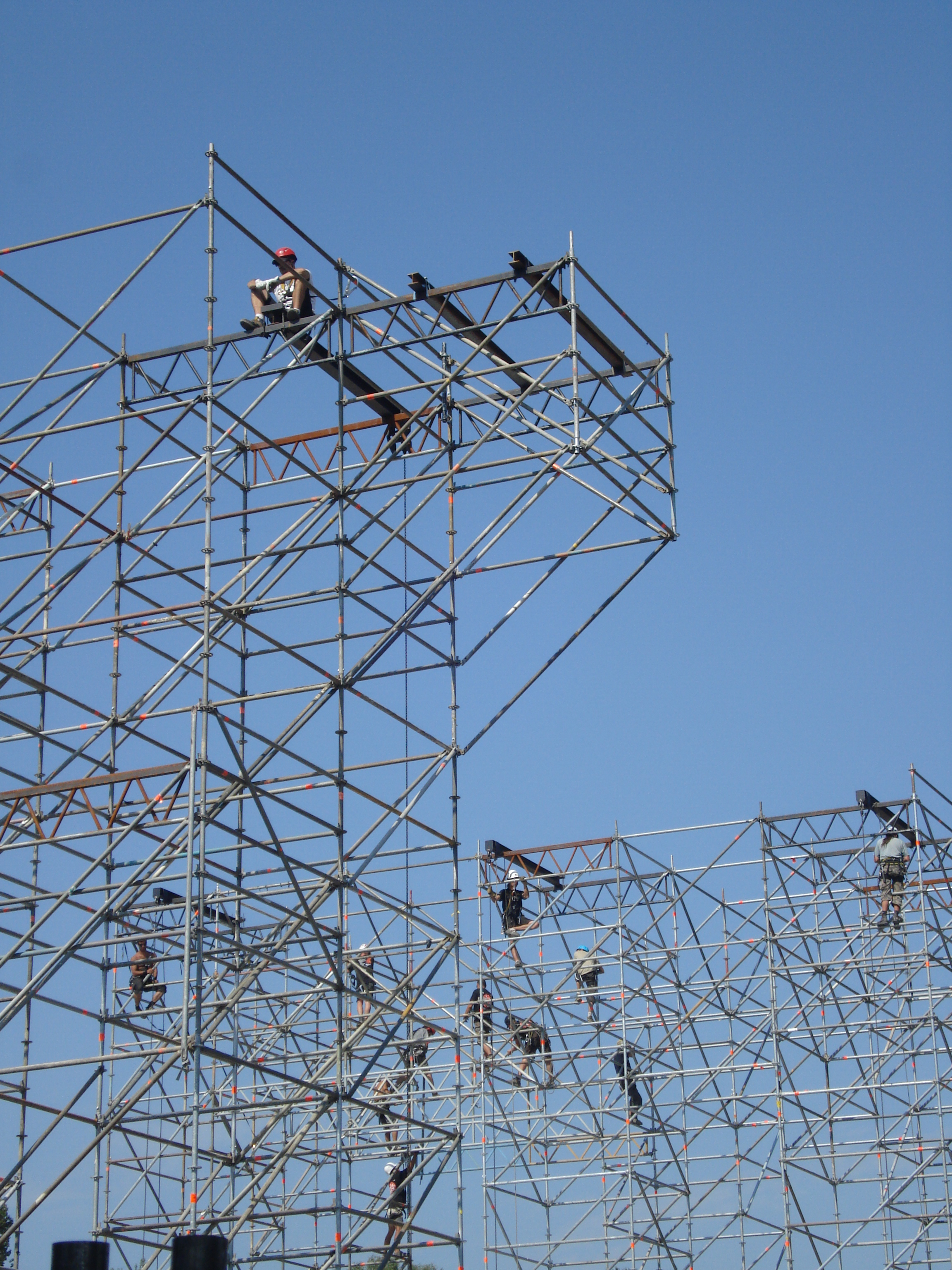
Montage de la scène de Musilac.

Étalé sur plusieurs jours, Musilac comporte généralement trois scènes afin de faciliter le roulement de passage des musiciens. En 2016, les deux grandes principales scènes restent situées au nord du site : scène « lac » et « montagne ». Plus au centre, on retrouve la plus petite scène « Le Korner » (qui remplace la scène « pression live ») mise en place uniquement le vendredi et samedi. Sur cette scène, à proximité des bars et des kiosques de restauration, le premier concert de la journée sera donné ainsi que des morceaux de musique électronique à partir du milieu de soirée, en plus des concerts sur les deux scènes majeures.
Par ailleurs, Musilac ayant été choisi comme l’une des neuf étapes européennes du « Firestone Music Tour », une quatrième scène spéciale appelée « Firestone » est implantée pour l'année 2016 par la marque de pneus. Cette dernière ne donnera lieu qu'à un seul concert par jour, en fin d'après-midi.
Un écran retransmettant la finale du Championnat d'Europe de football 2016 est par ailleurs installé pour cette quinzième édition.

### Affluence à Aix-les-Bains
| 2003       | 15 000  |
| 2004       | 25 000  |
| 2005       | 33 000  |
| 2006       | 40 000  |
| 2007       | 60 000  |
| 2008       | 60 000  |
| 2009       | 60 000  |
| 2010       | 72 000  |
| 2011       | 82 000  |
| 2012       | 75 000  |
| 2013       | 60 000  |
| 2014       | 80 000  |
| 2015 (4 j) | 110 000 |
| 2016       | 80 000  |

| 2017 (4 j) | 95 000  |
| 2019 (4 j) | 90 000  |
| 2022 (5 j) | 80 000  |
| 2023 (4 j) | 110 000 |
| 2024 (4 j) | 100 000 |
| 2025 (4 j) | 80 000  |

#### Annulations
À la suite d'intempéries, le dernier soir (dimanche 15 juillet) de l'édition 2018 a été annulé. De fait, l'affluence exacte ne peut être déterminée.
En avril 2019, l'édition de Chamonix est également perturbée à la suite d'une violente rafale de vent la veille de l'ouverture du site. La soirée du vendredi 26 avril est donc annulée.
L'édition Musilac Mont-Blanc 2020 est annulé.
En avril 2020, l'édition 2020 d'Aix-les-Bains a été annulée  à cause du Covid-19.
En 2021, l'édition est une nouvelle fois annulée à cause du Covid-19.

## Pratique

### Circulation et accès

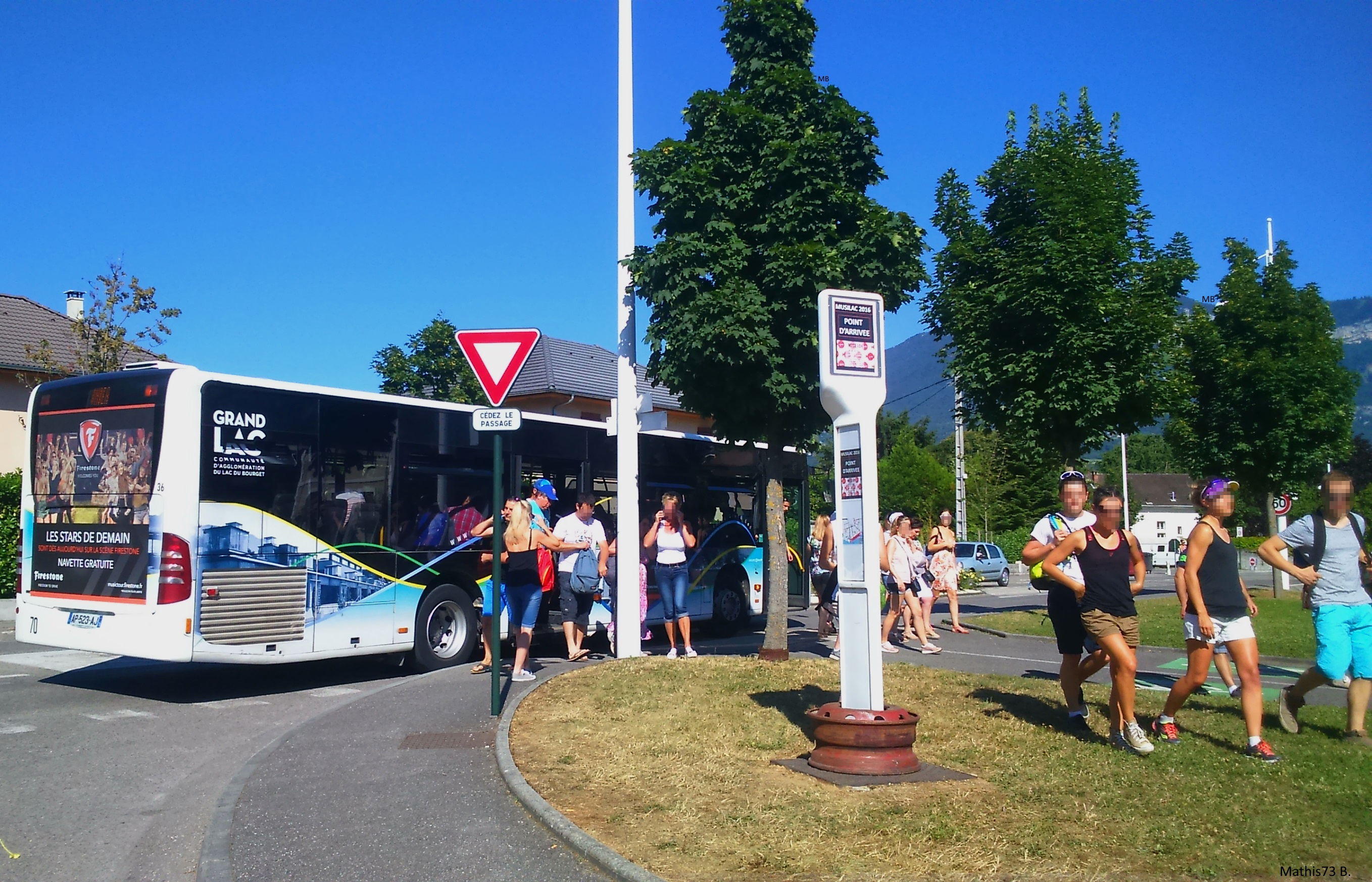
La navette de Grésy-sur-Aix qui décharge les festivaliers.

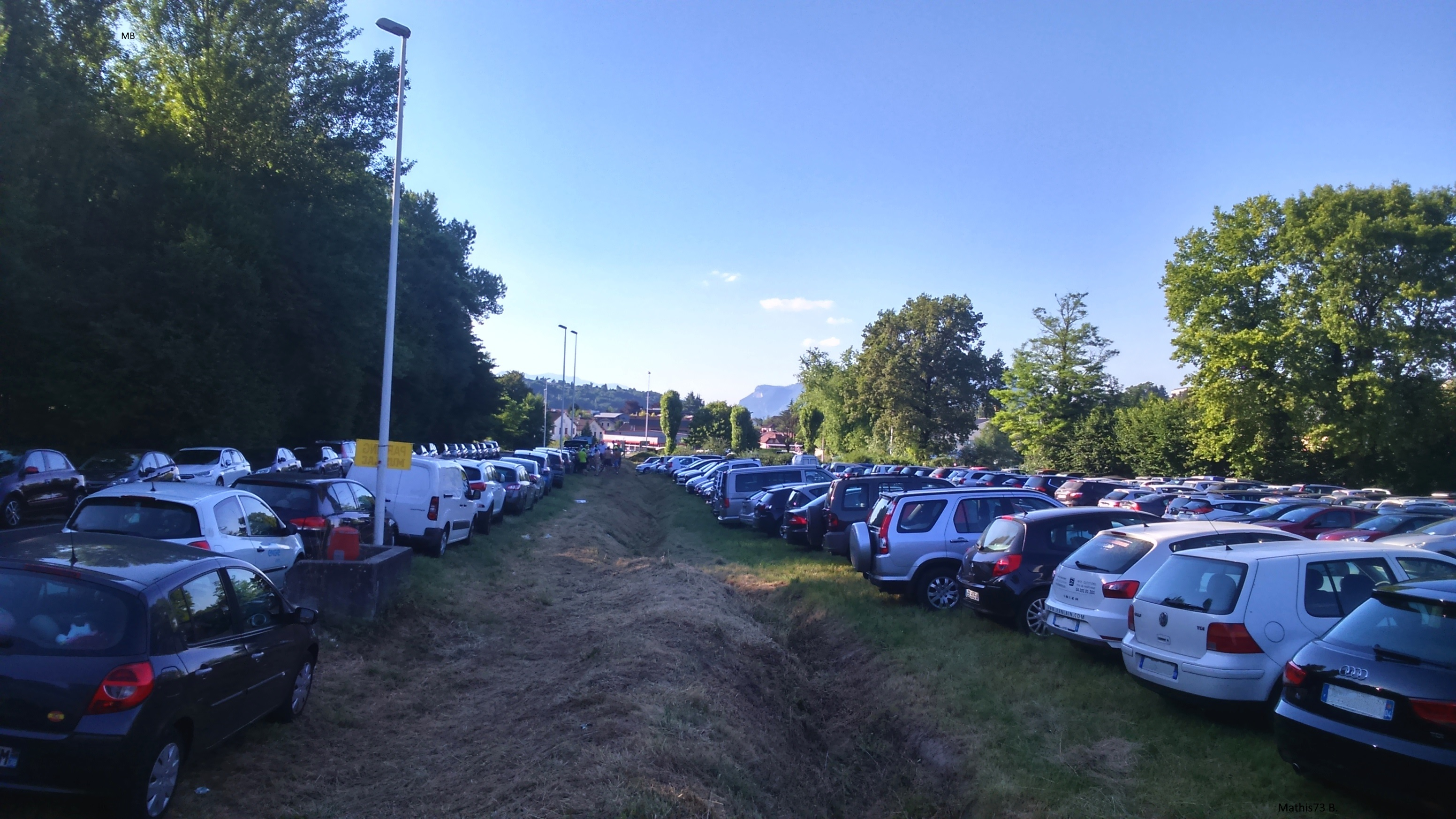
Parking au sud de l'agglomération, desservi par la navette de Drumettaz.

Deux réseaux de navettes sont mis à disposition des festivaliers. Ils permettent aux usagers de stationner leur véhicule en dehors de la ville (aux échangeurs de Grésy-sur-Aix et de Drumettaz-Clarafond depuis l'A41). En effet, la circulation et le stationnement sont très difficiles ; les moindres endroits étant rapidement occupés. De plus, les voies d'accès aux alentours du festival sont réservées aux riverains et/ou détenteurs d'une autorisation spéciale (pass).

### Campings
Musilac possède son propre camping officiel d'une capacité d'environ 4 000 places pour les titulaires d'un pass 3 jours + camping,. Deux autres campings privés sont également implantés à proximité du site.

## Programmation officielle du festival depuis sa création

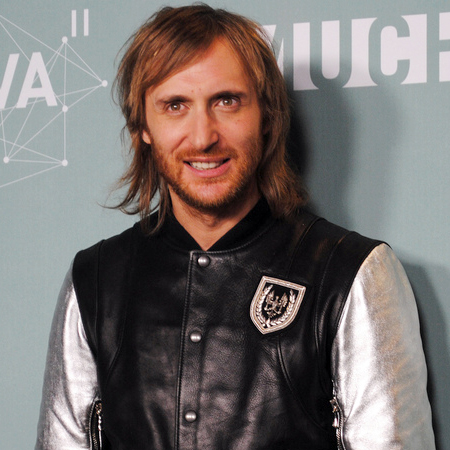
David Guetta.

### Années 2020
· 2024 : du 10 au 13 juillet 2024 :
- Mercredi 10 juillet : Lenny Kravitz, Ninho, IDLES, Electric Callboy, Yuston XIII, Lala &ce, Shake Shake Go, Yvnnis, Sierra, Lynn, Naphasso, As a new revolt.
- 2023 : du 5 au 8 juillet 2023 :
  - Mercredi 5 juillet :Artic Monkeys, Lomepal, Inhaler, Izïa, Juliette Armanet, Vitalic, Willie J Healey, Saskia, The Murder Capital, Danielle Ponder, Clark's bowling club, Oxia, Martin Costaz.
  - Jeudi 6 juillet : Shaka Ponk, Gojira,, SCH, The Hu, Eagle-Eyes Cherry, Hyphen Hyphen, Caballero & Jeanjass, Fakear, Malo', Olivia Dean, Sueur, Cocotte, Holy Bones.
  - Vendredi 7 juillet : Indochine, Petit Biscuit, Lewis OfMan, Coach Party, Lujipeka,Warhaus, Ayron Jones, Zaoui, Walter Astral, Simia, Honeyglaze, Hugo Barriol, Cryous.
  - Samedi 8 juillet : Iggy Pop, Franz Ferdinand, Selah Sue, Phoenix, Temples, Cerrone, Flavien Berger, Moodoid, Crystal Murray, Tiwayo, Wheobe, Antenn.e.
- 2022 : du 6 au 10 juillet 2022
  - Mercredi 6 juillet : Orelsan, Clara Luciani, Nada Surf, Parcels, Vianney, Alt-J, Tim Dup, Juanes, 47ter, Folamour, Fishbach.
  - Jeudi 7 juillet : Angele, -M-, Tones And I, Skunk Anansie, Niska, Declan Mckenna, Claire Laffut, Poupie, Ascendant Vierge, Myd Live Band.
  - Vendredi 8 juillet : Sum 41, Simple Minds, Dropkick Murphys, Feu! Chatterton, Rone Solo, The Faim, Bob Vylan, Papooz.
  - Samedi 9 juillet : Dutronc & Dutronc, Benjamin Biolay, Gaëtan Roussel, Riles, Kas:St.
  - Dimanche 10 juillet : QueensOf The Stone Age, Calogero, Fat Freddy's Drop, Zucchero, Metronomy, Hatik, Nothing But Thieves, Magenta, Lilly Wood And The Prick.
- 2021 : Edition annulée en raison de la pandémie de Covid-19.
- 2020 : Edition annulée en raison de la pandémie de Covid-19.

### Années 2010
- 2019 : du 11 au 14 juillet 2019
  - Mercredi 10 juillet (Before au théâtre de Verdure) : SamSam, Dub Silence, Les Négresses Vertes
  - Jeudi 11 juillet : Maïsman, Gringe, MNNQNS, Columbine, Lou Doillon, Boulevard des Airs, Garbage, Pépite, Thirty Seconds to Mars, Macklemore, Thylacine, Süeür.
  - Vendredi 12 juillet : Arabella, Tahiti 80, Kimberose, Hyphen Hyphen, Clara Luciani, Morcheeba, Dionysos, George Ezra, Christine and the Queens, Franz Ferdinand, Paul Kalkbrenner, Contrefaçon.
  - Samedi 13 juillet : Yaya Minté, Barry Moore, Yarol, Graham Nash, Knuckle Head, Rival Sons, Claire Laffut, Stray Cats, Jain, Therapie Taxi, Arnaud Rebotini joue 120 BPM, Mokado.
  - Dimanche 14 juillet : Daysy, Requiem Chagrin, Ugly Kid Joe, Manu Lanvin, Mass Hysteria, Death by Chocolate, IAM, Balthazar, Scorpions, Shaka Ponk, Lartiste, Agoria.
- 2019 Musilac Mont-Blanc (2e édition) : du 26 au 28 avril 2019
  - Vendredi 26 avril : Soirée concerts annulée à cause d'intempéries (The Blaze, Editors, The Kooks, Two Door Cinema Club, Aya Nakamura, Eagle Eye Cherry, The Foxy Ladies)
  - Samedi 27: Jeanette Berger, Dame Civile, Les Négresses Vertes, Charlie Winston, Rodrigo y Gabriela, Eddy de Pretto.
  - Dimanche 28: Nadejda, Fils Monkey, Gaëtan Roussel, Boulevard des Airs, Zazie, Hubert-Félix Thiéfaine, Roméo Elvis.
- 2018 : du 12 au 15 juillet 2018
  - Mercredi 11 juillet (Before au théâtre de Verdure) : The White Rattlesnake, Bear's Towers, They Call Me Rico.
  - Jeudi 12 juillet : Yonaka, J. Bernardt, The Mystery Lights, Fred Blondin, Findlay, Joris Delacroix, Albert Hammond Jr, Feu! Chatterton, Lomepal, The Stranglers, Depeche Mode, Simple Minds, Zeal & Ardor.
  - Vendredi 13 juillet : Fufanu, Foé, Hoolysiz, Cats on Trees, The Temperance Movement, Rilès, Beth Ditto, Deep Purple, Orelsan, Oscar And The Wolf.
  - Samedi 14 juillet : Alexia Gredy, Teeers, Charlotte Cardin, Nova Twins, Amber Run, Roméo Elvis, MC Solaar, Indochine, Rone, Chloé.
  - Dimanche 15 juillet : Raqoons, Témé Tan, L'Impératrice (concert interrompu par les intempéries), les concerts suivants n'ont pas pu avoir lieu en raison de la tempête qui a eu lieu (Myles Sanko, Mamozets, Henri PFR, Iolec6, Skinny Lister, Her, Franz Ferdinand, IAM, Shaka Ponk).
- 2018 Musilac Mont-Blanc (1re édition) : du 19 au 21 avril 2018
  - Jeudi 19 avril : The Protolites, Chrystal Bell, OMD, Stephan Eicher, Walk Off The Earth, Texas, Rag'n'Bone Man.
  - Vendredi 20 avril : Supa Dupa, Raqoons, Therapie TAXI, Lomepal, Synapson, IAM, Orelsan.
  - Samedi 21 avril : Bear's Towers, L'Impératrice, Feu! Chatterton, Selah Sue, Ben Harper & Charlie Musselwhite, Beth Ditto, Shaka Ponk.
- 2017 : du 13 au 16 juillet 2017
  - Mercredi 12 juillet (Before au théâtre de Verdure) : Batucada Ziriguidoum, Liam, Jodge, Cali.
  - Jeudi 13 juillet : scène le Korner (Lulu Gainsbourg, Juliette Armanet, Paradis, Warhaus), scène montagne (Lescop, Key James, Airbourne, Die Antwoord), scène lac (Last Train, Two Door Cinema Club, Phoenix, Fritz Kalkbrenner).
  - Vendredi 14 juillet : scène le Korner (Chartreuse, H-Burns, The Pirouettes, Bon Entendeur), scène montagne (Lee Field & Low Expressions, Midnight Oil, Ibrahim Maalouf, Archive), scène lac (Royal Republic, Vianney, Sting, The Strypes).
  - Samedi 15 juillet : scène le Korner (Sky Apollinaire, Deap Vally, La maison Tellier, Pone-Radiant Live), scène montagne (Max Jury, Olivia Ruiz, The Lumineers, Justice), scène lac (Cocoon, Birdy, Texas, Vitalic).
  - Dimanche 16 juillet : scène le Korner (MLP, Talisco, Blossoms, Delv!s, The Hacker), scène montagne (Steve 'n' Seagulls, Calypso Rose, Julien Doré, Kungs), scène lac (Petit Biscuit, LP, Jamiroquai).

- 2016[24] : du 8 au 10 juillet 2016

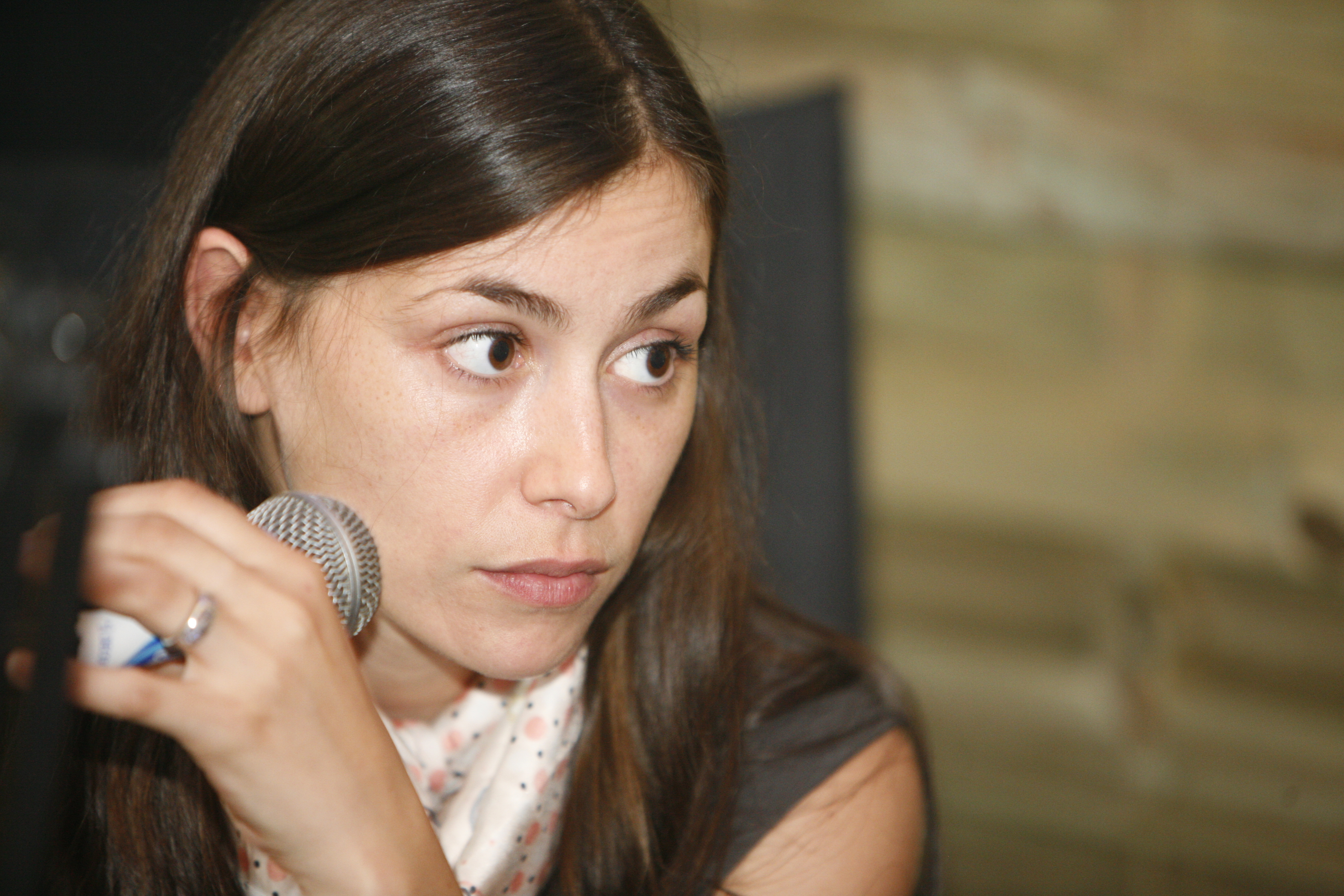
Olivia Ruiz.

  - Jeudi 7 juillet (Before ; centre-ville) : Compagnie la Batook, Piero Quintana, Silqe and the 45 Experience, Miss America.
  - Vendredi 8 juillet : Arnaud Rebotini, Buzz - Le Groupe, Josef Salvat, Les Insus (Jean-Louis Aubert, Louis Bertignac et Richard Kolinka), Oxmo Puccino, Ratatat, Savages, Shake Shake Go, Stuck In The Sound, Sunset Sons, Synapson.
  - Samedi 9 juillet : Amy Macdonald, Elton John, Feu ! Chatterton, Grand Blanc, Jain, Lilly Wood and the Prick, Naya, Maelstrom, Mass Hysteria, NekFeu, The Avener.
  - Dimanche 10 juillet : Birdy Nam Nam, Boys Noize, Barns Courtney, Courtney Barnett, Editors, Foals, Lou Doillon, Louise Attaque, Selim, St Germain, The Hacker, VKNG
- 2015 : du 10 au 13 juillet 2015 Olivia Ruiz.
  - Jeudi 9 juillet (Before ; centre-ville) : Compagnie la Batook, Pitt Poule, Minuit, Gush.
  - Vendredi 10 juillet : Orange Bud, Electric Octopus Orchestra, SR KREBS, Rival Sons, Imelda May, Gojira, The Kooks, Selah Sue, Slash feat Myles Kennedy & The Conspirators, The Parov Stelar Band, Joris Delacroix.
  - Samedi 11 juillet : Le Prince Miiaou, Mountain Men, Baxter Dury, Dominique A, The Toy Dolls, Cœur de Pirate, Brigitte, Angus et Julia Stone, Calogero, David Guetta, The Shoes.
  - Dimanche 12 juillet : Caspian Pool, Gomina, Circa Waves, Bleachers, Hot Chip, Paolo Nutini, Alt-J, The Dø, Christine and The Queens, The Chemical Brothers, Cerrone.
  - Lundi 13 juillet (Bonus Day) : The Hankies, Minuit, Palace, The Bohicas, Bo Ningen, Triggerfinger, Muse.

- 2014 : du 11 au 13 juillet 2014

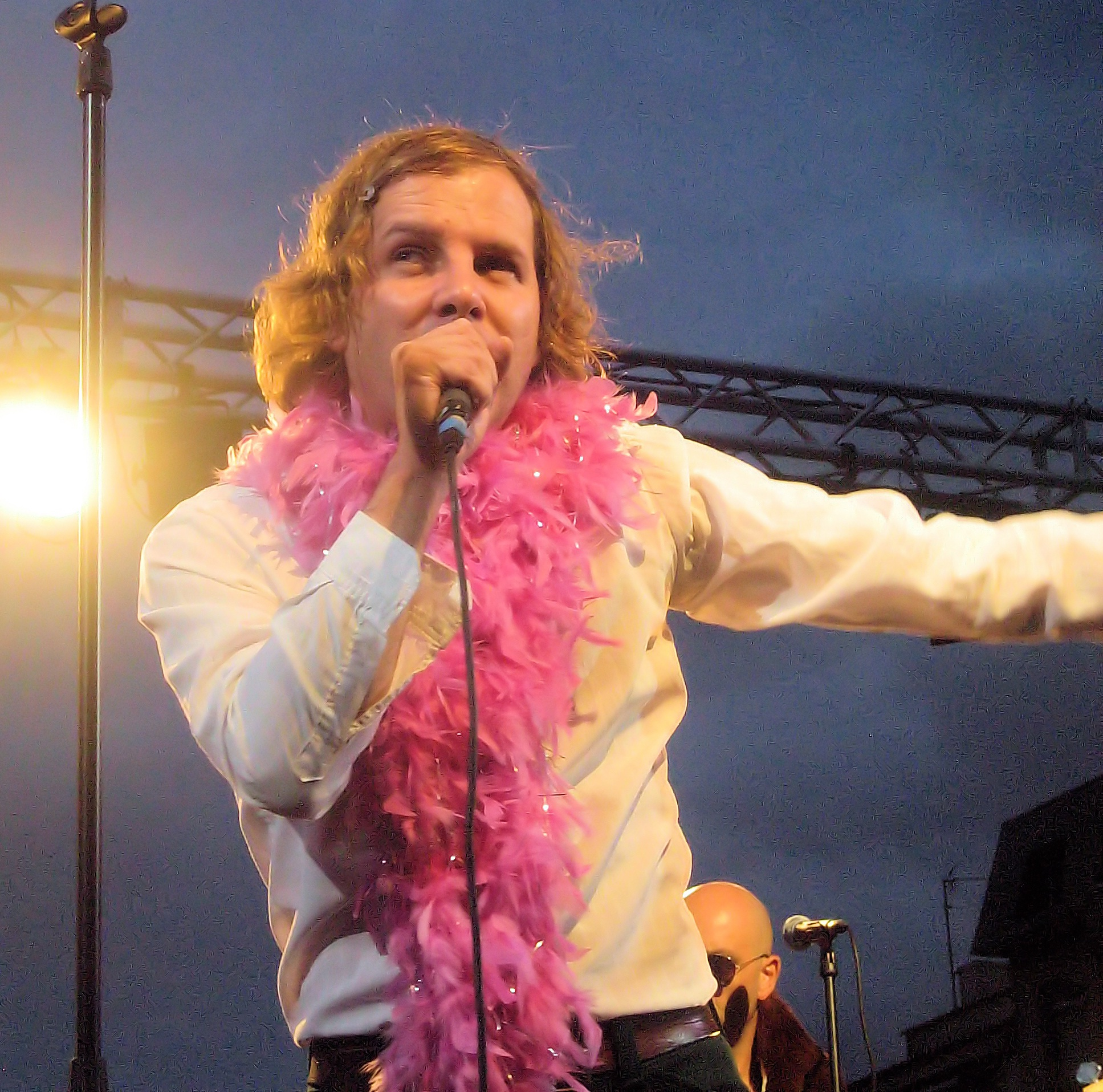
Philippe Katerine.

  - Vendredi 11 juillet : Bess, Gderws, Jamaica, Frànçois and The Atlas Mountains, Kaiser Chiefs, London Grammar, Motörhead, -M-, Shaka Ponk, Fauve, Maceo Parker.
  - Samedi 12 juillet : Quintana, Jacco Gardner, Conor Oberst, Tinariwen, FFF, Haim, Skip the Use, Vanessa Paradis, Placebo, Bakermat, The Hacker.
  - Dimanche 13 juillet : Be Quiet, Tulsa, Valerie June, Garland Jeffreys, Seasick Steve, Dropkick Murphys, Tom Odell, Étienne Daho, Stromae, Kavinsky, Giorgio Moroder
- 2013 : du 12 au 14 juillet 2013
  - Vendredi 12 juillet : Peaks, Yan Wagner, Blondie, Saez, Thirty Seconds to Mars, Sexy Sushi, Michael Kiwanuka, C2C, Azealia Banks.Cœur de Pirate.

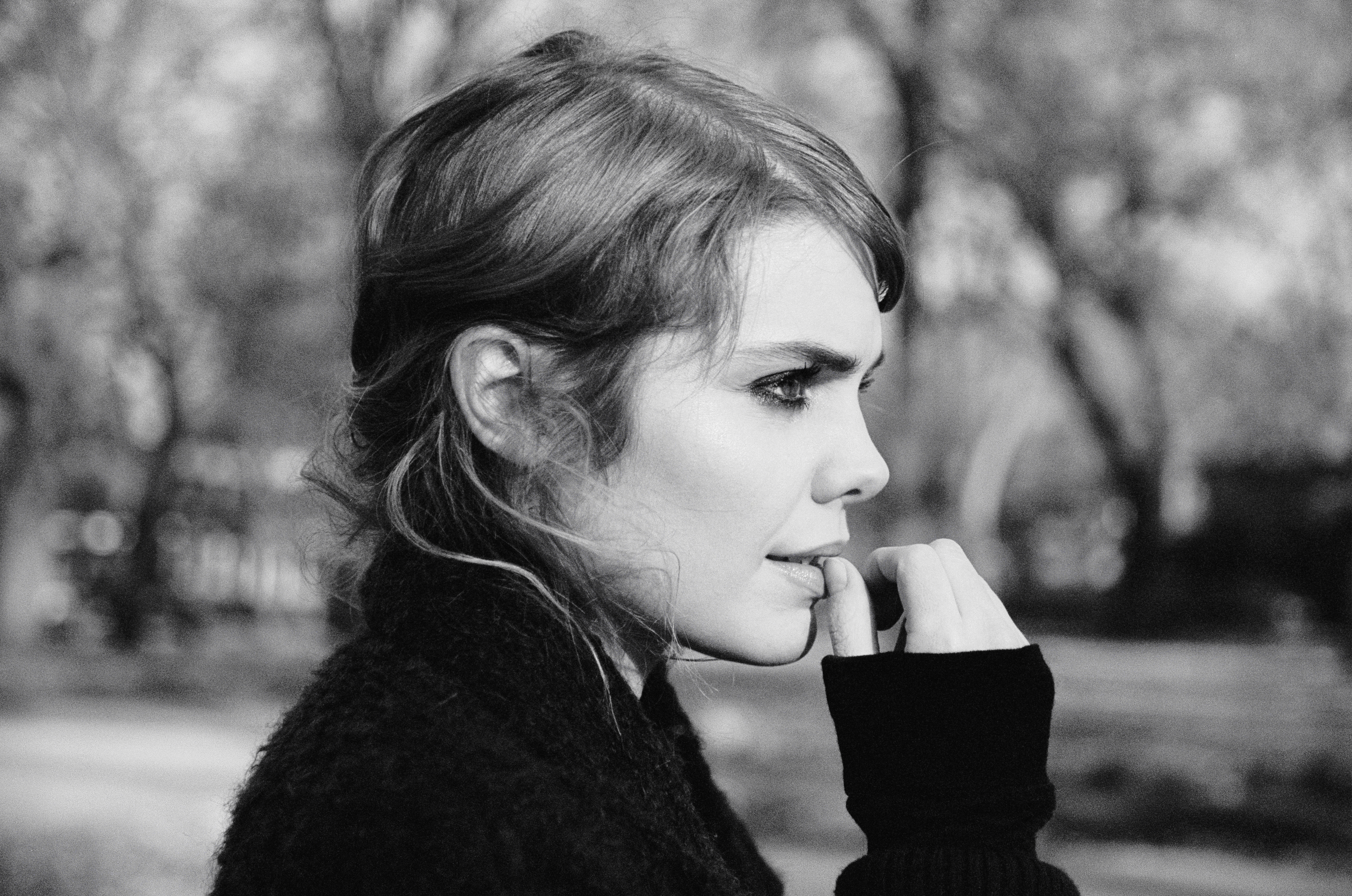
Cœur de Pirate.

  - Samedi 13 juillet : Shake Shake Go, Studio Paradise, Mark Lanegan, The Vaccines, Asaf Avidan, Phoenix, Paul Kalkbrenner, Stephan Eicher, Ben Howard, Klaxons.
  - Dimanche 14 juillet : Poni Hoax, Juveniles, Beth Hart, Jamie Cullum, Jamiroquai, Agoria, Olivia Ruiz, The Hives, Vampire Weekend.
- 2012 : du 13 au 15 juillet 2012
  - Vendredi 13 juillet : The Lanskies, Alabama Shakes, Miossec, Bat for Lashes, Dionysos, Bénabar, Noel Gallagher's High Flying Birds, The Kills, Jean-Louis Aubert, The Specials, Chinese Man.Bénabar.

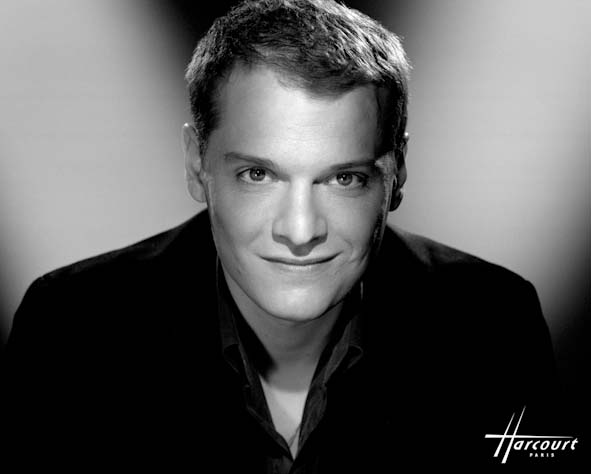
Bénabar.

  - Samedi 14 juillet : Lescop, Trombone Shorty, Fanfarlo, Band of Skulls, Orelsan, Metronomy, Franz Ferdinand, Lenny Kravitz, Shaka Ponk, Don Rimini.
  - Dimanche 15 juillet : Daguerre, Zulu Winter, Revolver, Moriarty, Skip the Use, Two Door Cinema Club, Garbage, LMFAO, Blink-182, Le Peuple de l'Herbe, Yuksek.
- 2011 : du 14 au 16 juillet 2011
  - Jeudi 14 juillet : Agitate Lips, Asa, Morcheeba, Mogwaï, Angus & Julia Stone, Carlos Santana, Bernard Lavilliers, Scissor Sisters, The Bloody Beetroots, Ben l'Oncle Soul, The Ting Tings
  - Vendredi 15 juillet : AaRON, Concrete Knives, Philippe Katerine, Nouvelle Vague, The Chemical Brothers, Gaëtan Roussel, PJ Harvey, dEUS, Lilly Wood and the Prick, Eels, YelleMika.

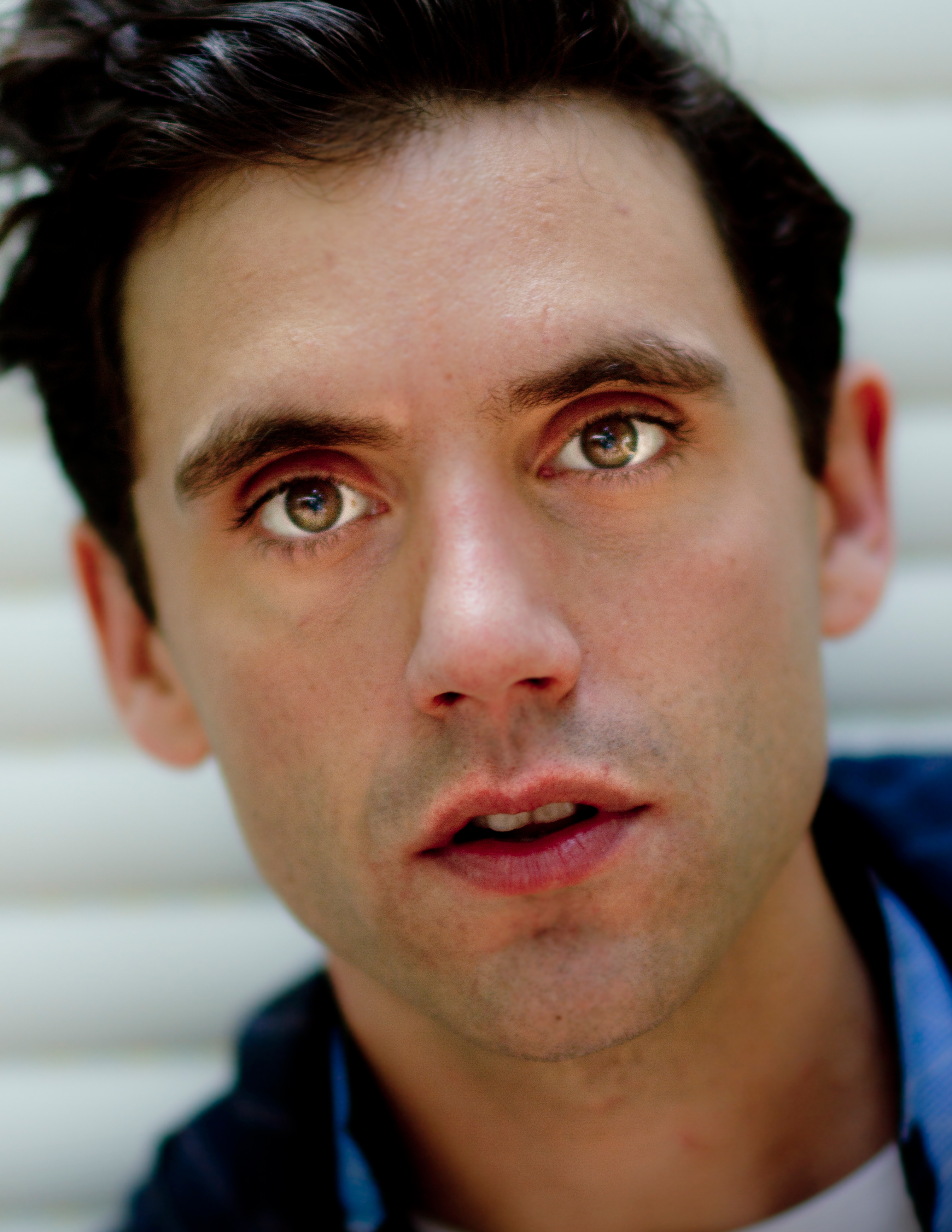
Mika.

  - Samedi 16 juillet : Kasabian, Vitalic, Ben Harper, Cali, Cocoon, Mademoiselle K, Jamaica, Puggy, Selah Sue, The Two, Lull
- 2010 : du 16 au 18 juillet 2010
  - Vendredi 16 juillet : ZZ Top, -M-, Peter Doherty, Gogol Bordello, Devendra Banhart, BB Brunes, Pony Pony Run Run, Newton Faulkner, Gush, PMS Better.
  - Samedi 17 juillet : Mika, Renan Luce, Paul Weller, Florence and the Machine, Seasick Steve, Rodrigo y Gabriela, Joseph Léon, Zak Laughed, Féloche, Settled in motion
  - Dimanche 18 juillet : Indochine, Cœur de pirate, Phoenix, Eiffel, Wax Tailor, White Lies, Luke, Sarah Blasko, The Maccabees, Stolen sweet hearts

### Années 2000
- 2009 : du 10 au 12 juillet 2009
  - Vendredi 10 juillet : Bénabar, The Pretenders, Keziah Jones, Anis, Cocoon, Sinsemilia, Caravan Palace, BP Zoom, Yodelice, Jolga.
  - Samedi 11 juillet : Camille, The Prodigy, The Gossip, Birdy Nam Nam, Justin Nozuka, Ghinzu, Les Wampas, Bombay Bicycle Club, Sophie Delila, Lady Kill.Muse.

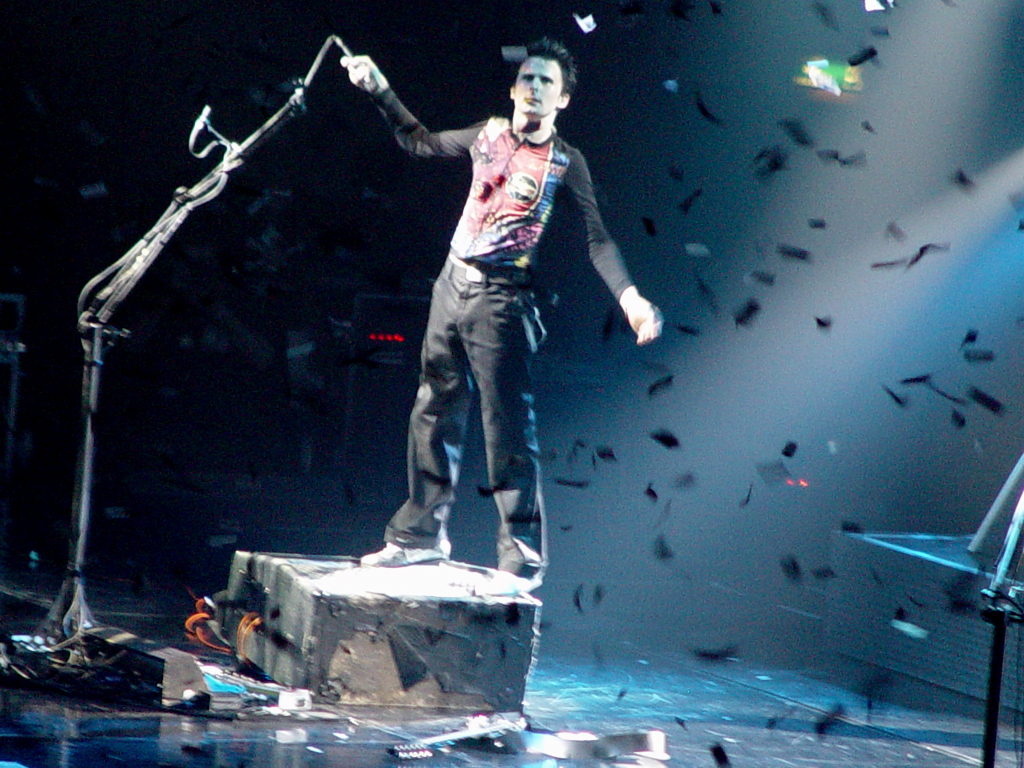
Muse.

  - Dimanche 12 juillet : Franz Ferdinand, Duffy, Olivia Ruiz, Charlie Winston, The Dodoz, Zaza Fournier, John & Jehn, The Kooks, Coming Soon, Raz'Rockette.
- 2008 : du 11 au 13 juillet 2008
  - Vendredi 11 juillet : Patti Smith, Vanessa Paradis, Babyshambles, Arno, Daniel Darc, Pauline Croze, Hocus Pocus, Asa, The Dodoz et Trompe le Monde.
  - Samedi 12 juillet : Mika, Yael Naim, Thomas Dutronc, The Dø, BB Brunes, Pep's, Yelle, Ben's Brother, Laetitia Shériff et The Virgins.

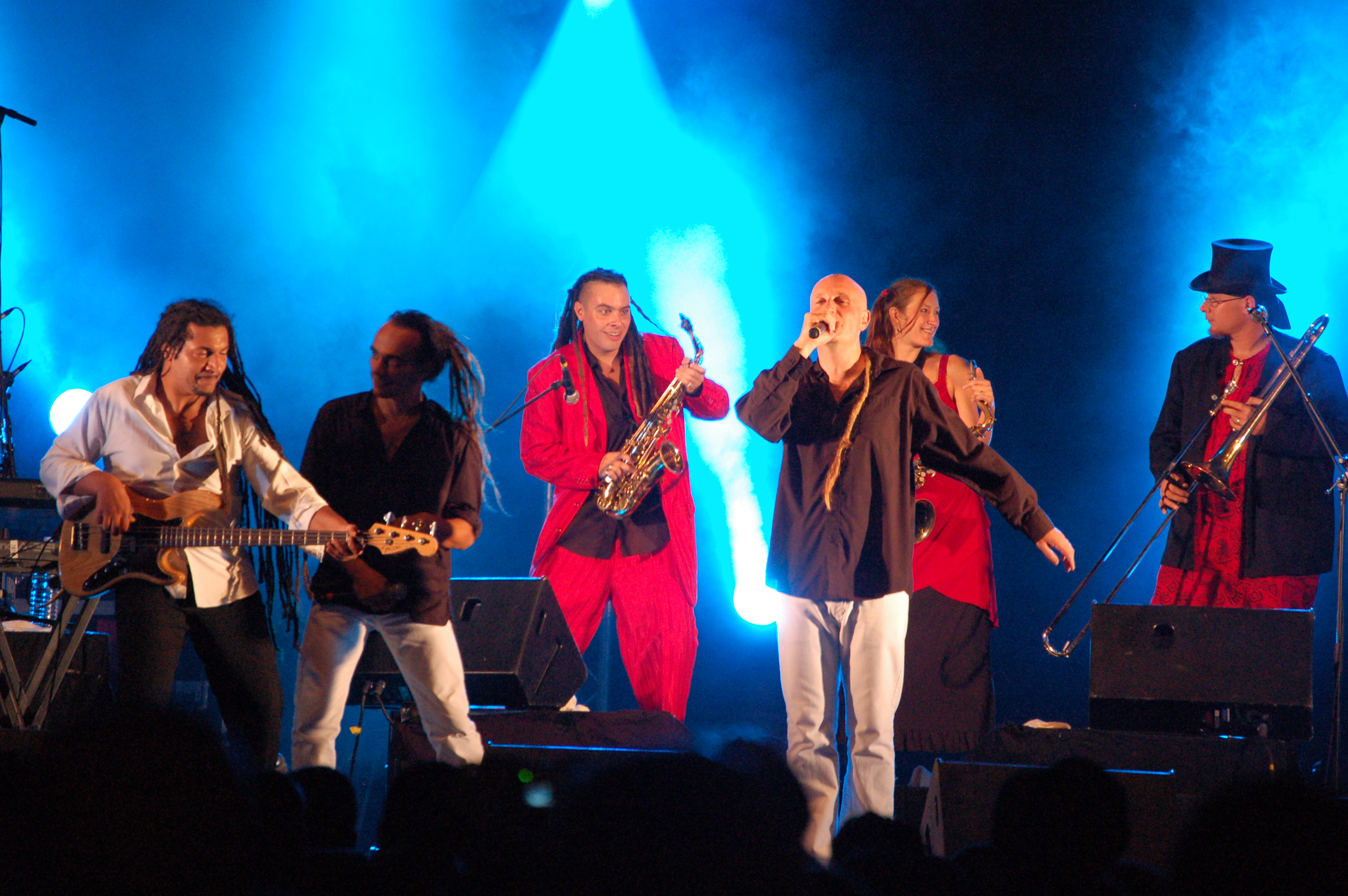
Sinsemilia.

  - Sinsemilia.Dimanche 13 juillet : Têtes Raides, The John Butler Trio, Catherine Ringer chante Les Rita Mitsouko, Hubert-Félix Thiéfaine & Paul Personne, Editors, KT Tunstall, The Wombats, Zebramix, Empyr, Nicolas Fraissinet.
- 2007 : du 12 au 15 juillet 2007
  - Jeudi 12 juillet : Placebo, Mademoiselle K
  - Vendredi 13 juillet : Muse, Razorlight, Ayọ, Frank Black, Da Silva et The Blood Arm.
  - Samedi 14 juillet : Zazie, Renaud, Tryo, Rose, Adrienne Pauly, Aldebert, Elista et Mano Solo.Peter Gabriel.

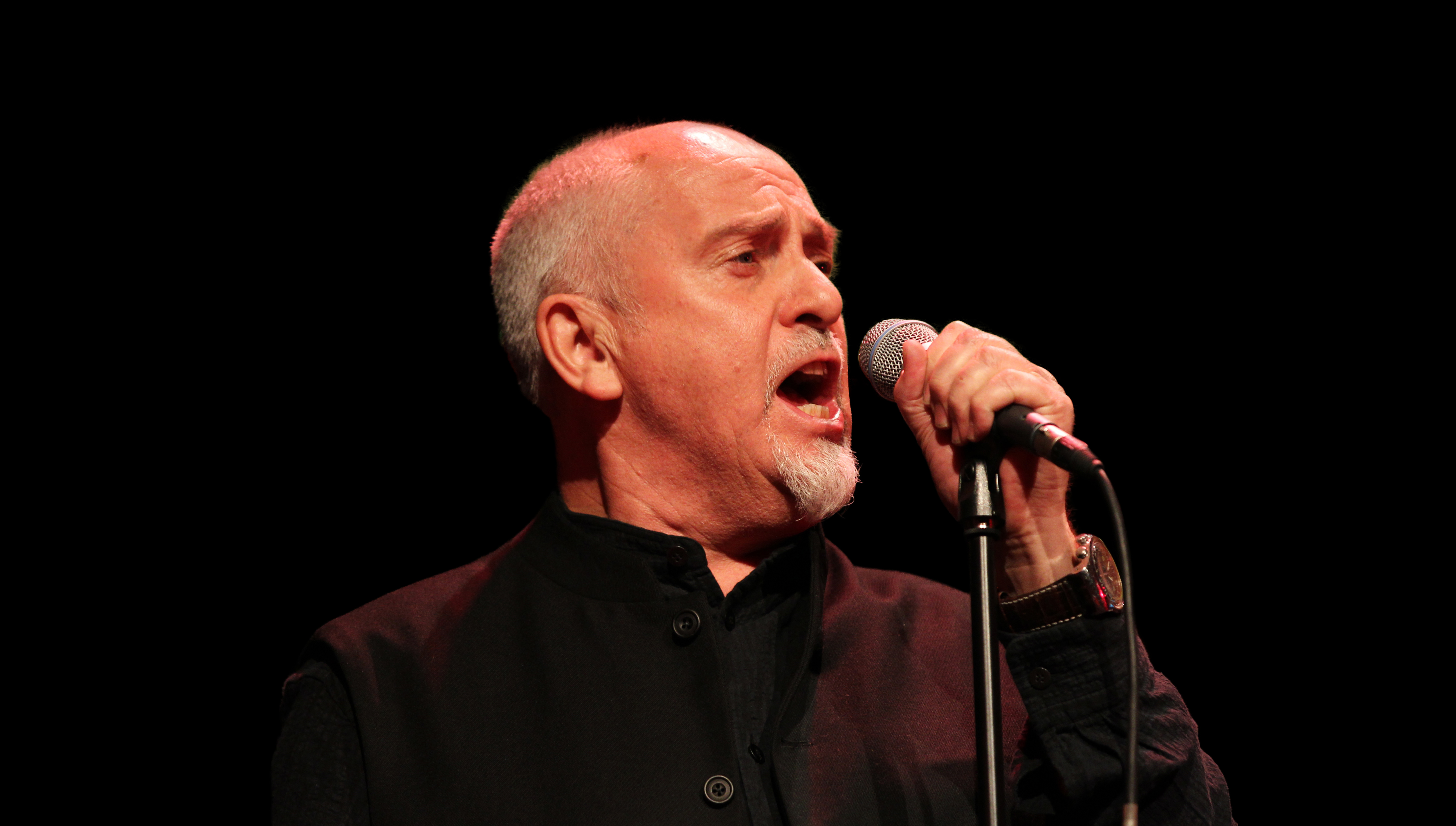
Peter Gabriel.

  - dimanche 15 juillet : Arctic Monkeys, Archive, Keane, Tété, Superbus, Abd al Malik, Sean Lennon et Rose.
- 2006 : du 7 au 9 juillet 2006Indochine.

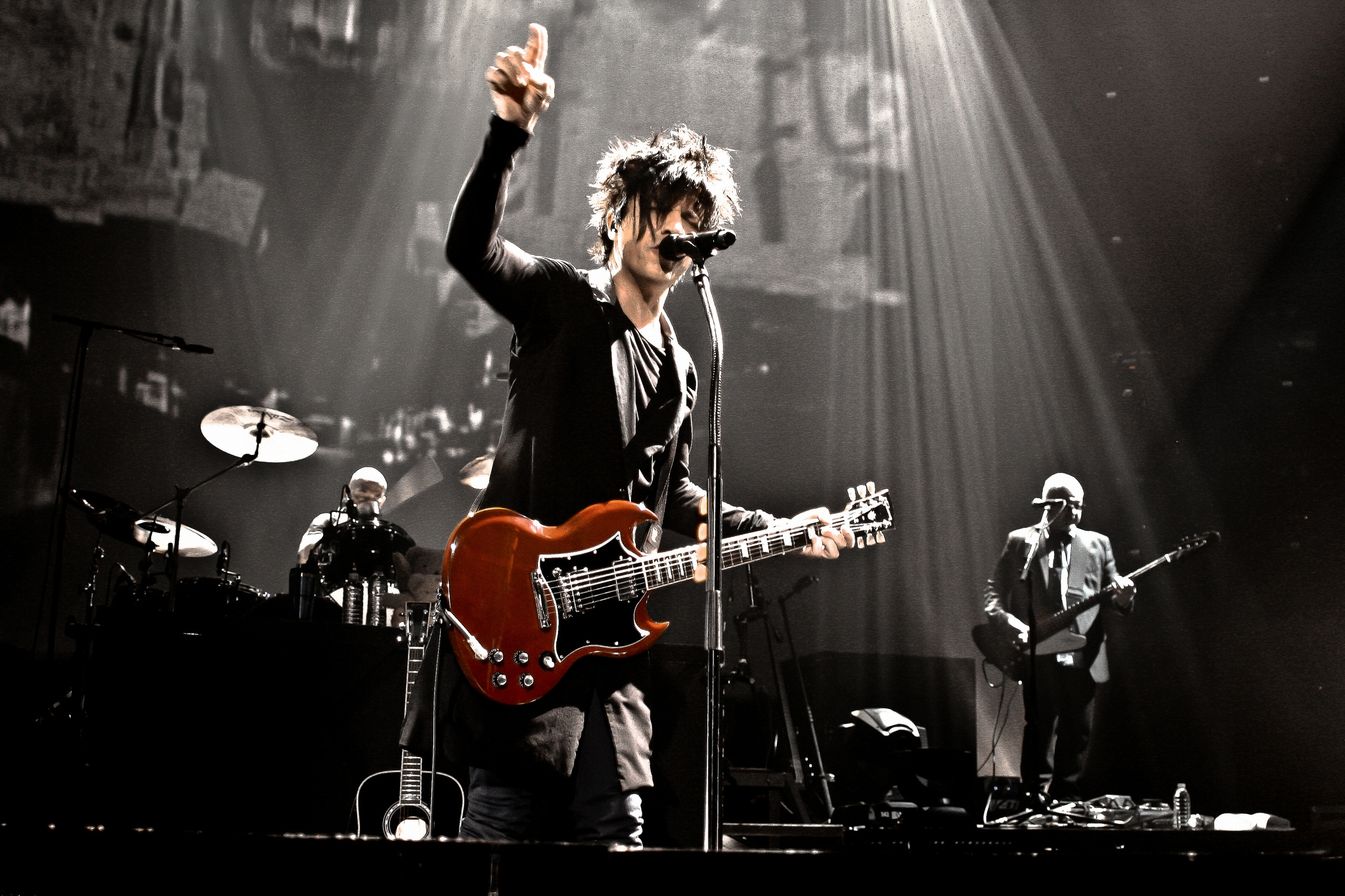
Indochine.

  - 7 juillet : Texas, Cali, Simple Minds, Starsailor, Dionysos, Anaïs et La Grande Sophie.
  - 8 juillet : Bernard Lavilliers, Toots and the Maytals, Diam's, Dub Incorporation, Laurent Garnier & Bugge Wesseltoft, Bumcello, Rhesus et Jehro
  - 9 juillet : Louise Attaque, Émilie Simon, Thomas Fersen, Hubert-Félix Thiéfaine, CirKus, Neneh Cherry, Patrice et Balbino Medellin.
- 2005 : du 15 au 17 juillet 2005
  - 15 juillet : Sinsemilia, Les Ogres de Barback, Les Fils de Teuhpu et La Ruda.
  - 16 juillet : Iggy Pop & The Stooges, Ghinzu, Sinclair, Saez, The Servant, The Herbaliser et Johnny Clegg
  - 17 juillet : Franz Ferdinand, Luke, Kaolin, Le Peuple de l'Herbe, Mickey 3D, Grand National et Rubin Steiner
- 2004 : du 2 au 4 juillet 2004
  - 2 juillet : Peter Gabriel, Scissor Sisters, Air
  - 3 juillet : -M-, Cali
  - 4 juillet : The Cure et aussi Placebo, Sanseverino, etc.
- 2003 : du 4 au 6 juillet 2003
  - 4 juillet : Jean-Louis Aubert, Ska-P, Florent Pagny
  - 5 juillet : Venus, Morcheeba
  - 6 juillet : Renaud, Camille, La Tordue et aussi Morcheeba, Dionysos, etc.
- 2002 : les 5 et 6 juillet 2002
  - 5 juillet : Indochine
  - 6 juillet : Noir Désir, Superbus

## Gestion et administration
Musilac est une SARL (société à responsabilité limitée) dans le secteur d'activité des arts du spectacle vivant qui fut immatriculée le 21 décembre 2006. Son siège social se situe au 3, boulevard Jean Pain à Grenoble et son n° SIREN est le 482 675 790 00034.
Le capital social de la société est de 20 000 € et son chiffre d'affaires de 4 584 600 € en 2016.
La SARL Musilac est domiciliée à l'adresse de la SARL Rémi Perrier Organisation (R.P.O.) dont le Gérant n'est autre que l'un des fondateurs de la SARL Musilac mais également de la SARL Les Organisateurs de Spectacles et de Productions (L.O.S.P).
La situation financière de la SARL Rémi Perrier Organisation (R.P.O.) est très défavorable (capitaux propres et résultats négatifs). Elle est fortement soutenu par la SARL Musilac à qui elle facture des prestations dont les montants n'ont jamais été publiés.

### Gérants et associés
| Date de prise de fonction | Identité     |
| ------------------------- | ------------ |
| 26 juin 2010              | Jules Frutos |
| 5 juillet 2005            | Remi Perrier |

| Roland Zennaro (cofondateur du festival)                                    |
| Source : Statuts consultables au greffe du Tribunal de Commerce de Grenoble |

### Chiffres clés
En 2017, les comptes annuels de la société R.P.O. n'ont pas été publiés contrairement aux termes de l'article L.232-21 et suivants du code du commerce. Néanmoins, depuis le 18 octobre 2014, avec l'option de confidentialité, la publication des comptes annuels et du compte de résultat n’est plus obligatoire pour les TPE (Très Petites Entreprises) mais deux des trois seuils suivants ne doivent pas être dépassés : 700,000 € net (chiffre d'affaires), 350 000 € (bilan) et moins de 10 salariés. La loi Macron est venue étendre ce dispositif aux petites entreprises de moins de 50 salariés mais uniquement pour leur compte de résultat (l'actif et le passif restent publics) et dans la limite des seuils suivants : 8 millions d'€ (chiffre d'affaires) et 4 millions d'€ (Bilan).
Selon ces critères, les comptes annuels 2017 de la SARL REMI PERRIER ORGANISATION (R.P.O.) en partie liés à ceux de la SARL MUSILAC auraient dû être publiés sous peine de sanctions civiles et pénales, selon la loi.
À noter que M. Remi PERRIER est Gérant de la SARL MUSILAC, de la SARL R.P.O., mais également de la SARL LES ORGANISATEURS DE SPECTACLES ET DE PRODUCTIONS (L.O.S.P.).
| Clôture           | CA          | Résultat   | Effectif       |
| 30 septembre 2017 | 6 440 400 € | 427 500 €  | non communiqué |
| ----------------- | ----------- | ---------- | -------------- |
| 30 septembre 2016 | 4 584 600 € | 94 000 €   | non communiqué |
| 30 septembre 2015 | 4 636 000 € | 94 100 €   | non communiqué |
| 30 septembre 2014 | 3 977 124 € | 191 576 €  | non communiqué |
| 30 septembre 2013 | 3 211 855 € | -359 086 € | non communiqué |
| 30 septembre 2012 | 3 978 844 € | 158 961 €  | non communiqué |

| Clôture      | CA           | Résultats  | Effectif       |
| 31 août 2017 | 6 475 000 €  | 111 400 €  | non communiqué |
| ------------ | ------------ | ---------- | -------------- |
| 31 août 2016 | 6 495 298 €  | 145 444 €  | non communiqué |
| 31 août 2015 | 11 220 500 € | -383 400 € | non communiqué |
| 31 août 2014 | 6 955 000 €  | -264 800 € | non communiqué |
| 31 août 2013 | 8 010 900 €  | -299 100 € | non communiqué |
| 31 août 2012 | 9 218 200 €  | -26 800 €  | non communiqué |

| Clôture      | CA        | Résultats | Effectif       |
| 31 août 2017 | N/C       | N/C       | N/C            |
| ------------ | --------- | --------- | -------------- |
| 30 juin 2016 | 451 420 € | 54 430 €  | non communiqué |
| 30 juin 2015 | 279 870 € | -6 470 €  | non communiqué |
| 30 juin 2014 | 258 400 € | 1 870 €   | non communiqué |
| 30 juin 2013 | 403 290 € | 1 380 €   | non communiqué |

### Aides publiques accordées à la SARL Musilac
| Année | Ville     | Département | Région   |
| ----- | --------- | ----------- | -------- |
| 2017  | -         | -           | -        |
| 2016  | 280 000 € | -           | 15 000 € |
| 2015  | -         | -           | -        |
| 2014  | 280 000 € | 0 €         | -        |
| 2013  | 300 000 € | 20 000 €    | -        |
| 2012  | -         | 50 000 €    | -        |
| 2011  | -         | 100 000 €   | -        |

Le festival bénéficie d'aides publiques sous d'autres formes que les subventions. La ville d'Aix-les-Bains apporte une prise en charge directe des frais d'installation et de maintenance électriques. Elle soutient également Musilac par une aide via l'office de tourisme.

### Dysfonctionnements
Chaque année, quelques spectateurs "pirates" profitent du festival Musilac à bord de leurs embarcations sur le lac du Bourget. MUSILAC a tenté d'y remédier en 2011 en vain en effet : il n'existe aucune interdiction pour les bateaux de rester dans les parages du festival.
En 2011, l'esplanade du Lac est dégradée à la suite du passage d'engins de chantier pour le festival[réf. à confirmer].
Plusieurs articles quant à eux dénoncent d'importantes subventions publiques versées par la Mairie d'Aix-les-Bains, le département et la région au profit de la société  Musilac[réf. à confirmer]. Dans un communiqué de presse du 1er juillet 2016, Dominique Dord (Député Maire d'Aix-les-Bains) et Laurent Wauquiez (Président de la région Auvergne-Rhône-Alpes), réaffirment l'importance des aides publiques accordées pour soutenir la SARL Musilac[réf. à confirmer].